# Rafael Martínez Agulló y Juez Sarmiento
Rafael Martínez Agulló y Juez Sarmiento (1886 - ?) fou un advocat, aristòcrata i polític valencià, marquès de Vivel, diputat a les Corts Valencianes durant la restauració borbònica.

## Biografia
Era fill de Rafael Martínez Agulló y López Vergés. Es llicencià en dret i treballà com a advocat fiscal substitut de l'Audiència Provincial de Madrid. Alhora es va afiliar al Partit Conservador, influït per Marcelo Azcárraga Palmero, i fou elegit diputat a Corts Espanyoles pel districte d'Albaida a les eleccions generals espanyoles de 1914 i pel de Xàtiva a les eleccions generals espanyoles de 1920.